# American Le Mans Series 2009
Navigation
Édition précédente Édition suivante
L'American Le Mans Series 2009 a été la onzième saison de ce championnat.

## Calendrier
| Manche | Course                                 | Durée                   | Circuit        | Date         |
| ------ | -------------------------------------- | ----------------------- | -------------- | ------------ |
| 1      | 12 Heures de Sebring                   | 12 heures               | Sebring        | 21 mars      |
| 2      | Grand Prix de St. Petersburg           | 1 heure et 55 minutes   | St. Petersburg | 4 avril      |
| 3      | Grand Prix de Long Beach               | 1 heure et 40 minutes   | Long Beach     | 18 avril     |
| 4      | Utah Grand Prix                        | 2 heures et 45 minutes  | Miller         | 17 mai       |
| 5      | Northeast Grand Prix                   | 2 heures et 45 minutes  | Lime Rock      | 18 juillet   |
| 6      | Acura Sports Car Challenge of Mid-Ohio | 2 heures et 45 minutes  | Mid-Ohio       | 8 août       |
| 7      | Road America 500                       | 2 heures et 45 minutes  | Road America   | 16 août      |
| 8      | Grand Prix de Mosport                  | 2 heures et 45 minutes  | Mosport        | 30 août      |
| 9      | Petit Le Mans                          | 1000 miles ou 10 heures | Road Atlanta   | 26 septembre |
| 10     | Monterey Sports Car Championships      | 4 heures                | Laguna Seca    | 10 octobre   |

## Résultats
Les vainqueurs du classement général de chaque manche sont inscrits en caractères gras.
| Manche | Circuit        | Équipe victorieuse LMP1                     | Équipe victorieuse LMP2                       | Équipe victorieuse GT2             | Équipe victorieuse Challenge | Résultats |
| Manche | Circuit        | Pilotes victorieux LMP1                     | Pilotes victorieux LMP2                       | Pilotes victorieux GT2             | Pilotes victorieux Challenge | Résultats |
| ------ | -------------- | ------------------------------------------- | --------------------------------------------- | ---------------------------------- | ---------------------------- | --------- |
| 1      | Sebring        | #2 Audi Sport Team Joest                    | #15 Fernández Racing                          | #62 Risi Competizione              |                              | Résultats |
| 1      | Sebring        | Tom Kristensen Allan McNish Rinaldo Capello | Adrián Fernández Luis Díaz                    | Jaime Melo Pierre Kaffer Mika Salo |                              | Résultats |
| 2      | St. Petersburg | #9 Highcroft Racing                         | #15 Fernández Racing                          | #45 Flying Lizard Motorsports      |                              | Résultats |
| 2      | St. Petersburg | David Brabham Scott Sharp                   | Adrián Fernández Luis Díaz                    | Patrick Long Jörg Bergmeister      |                              | Résultats |
| 3      | Long Beach     | #66 de Ferran Motorsports                   | #15 Fernández Racing                          | #45 Flying Lizard Motorsports      |                              | Résultats |
| 3      | Long Beach     | Gil de Ferran Simon Pagenaud                | Adrián Fernández Luis Díaz                    | Patrick Long Jörg Bergmeister      |                              | Résultats |
| 4      | Miller         | #66 de Ferran Motorsports                   | #15 Fernández Racing                          | #45 Flying Lizard Motorsports      | #57 Snow Racing              | Résultats |
| 4      | Miller         | Gil de Ferran Simon Pagenaud                | Adrián Fernández Luis Díaz                    | Patrick Long Jörg Bergmeister      | Martin Snow Melanie Snow     | Résultats |
| 5      | Lime Rock      | #66 de Ferran Motorsports                   | #20 Dyson Racing Team                         | #45 Flying Lizard Motorsports      | #36 Gruppe Orange            | Résultats |
| 5      | Lime Rock      | Gil de Ferran Simon Pagenaud                | Butch Leitzinger Marino Franchitti            | Patrick Long Jörg Bergmeister      | Wesley Hoaglund Bob Faieta   | Résultats |
| 6      | Mid-Ohio       | #66 de Ferran Motorsports                   | #15 Fernández Racing                          | #45 Flying Lizard Motorsports      | #57 Snow Racing              | Résultats |
| 6      | Mid-Ohio       | Gil de Ferran Simon Pagenaud                | Adrián Fernández Luis Díaz                    | Patrick Long Jörg Bergmeister      | Martin Snow Melanie Snow     | Résultats |
| 7      | Road America   | #9 Highcroft Racing                         | #15 Fernández Racing                          | #90 BMW Rahal Letterman            | #57 Snow Racing              | Résultats |
| 7      | Road America   | David Brabham Scott Sharp                   | Adrián Fernández Luis Díaz                    | Joey Hand Bill Auberlen            | Martin Snow Melanie Snow     | Résultats |
| 8      | Mosport        | #9 Highcroft Racing                         | #15 Fernández Racing                          | #3 Corvette Racing                 |                              | Résultats |
| 8      | Mosport        | David Brabham Scott Sharp                   | Adrián Fernández Luis Díaz                    | Johnny O'Connell Jan Magnussen     |                              | Résultats |
| 9      | Road Atlanta   | #08 Team Peugeot Total                      | #20 Dyson Racing Team                         | #62 Risi Competizione              |                              | Résultats |
| 9      | Road Atlanta   | Franck Montagny Stéphane Sarrazin           | Butch Leitzinger Marino Franchitti Ben Devlin | Jaime Melo Pierre Kaffer Mika Salo |                              | Résultats |
| 10     | Laguna Seca    | #66 de Ferran Motorsports                   | #15 Fernández Racing                          | #45 Flying Lizard Motorsports      | #47 Orbit Racing             | Résultats |
| 10     | Laguna Seca    | Gil de Ferran Simon Pagenaud                | Adrián Fernández Luis Díaz                    | Patrick Long Jörg Bergmeister      | Guy Cosmo John Baker         | Résultats |

## Classement écuries
Pour les courses de moins de 3 heures, les points sont accordés selon le barème suivant :
- 20-16-13-10-8-6-4-3-2-1

Pour les courses d'une durée de 4 à 8 heures, les points sont accordés selon le barème suivant :
- 25-21-18-15-13-11-9-8-7-6

Pour les courses de plus de 8 heures, les points sont accordés selon le barème suivant :
- 30-26-23-20-18-16-14-13-12-11

Les voitures qui ont parcouru moins de 70 % de la distance du vainqueur ne marquent pas de points, exception faite du Challenge ALMS où les voitures doivent parcourir au moins 50 % de la distance.
Les écuries qui engagent plusieurs voitures n'inscrivent que les points de leur voiture la mieux classée.

### Classement LMP1
| Pos. | Écurie                  | Châssis              | Moteur                      | 1  | 2  | 3  | 4  | 5  | 6  | 7  | 8  | 9  | 10 | Total |
| ---- | ----------------------- | -------------------- | --------------------------- | -- | -- | -- | -- | -- | -- | -- | -- | -- | -- | ----- |
| 1    | Patrón Highcroft Racing | Acura ARX-02a        | Acura AR7 4.0 L V8          | 18 | 20 | 16 | 16 | 16 | 16 | 20 | 20 | 16 | 21 | 179   |
| 2    | de Ferran Motorsports   | Acura ARX-02a        | Acura AR7 4.0 L V8          | 0  | 13 | 20 | 20 | 20 | 20 | 16 | 16 | 12 | 25 | 162   |
| 3    | Intersport Racing       | Lola B06/10          | AER P32C 4.0 L Turbo V8     | 0  | 16 | 13 | 13 | 8  | 13 | 13 | 13 | 14 | 13 | 116   |
| 4    | Autocon Motorsports     | Lola B06/10          | AER P32C 4.0 L Turbo V8     | 0  |    | 10 | 0  | 10 | 0  | 8  | 0  | 13 | 18 | 59    |
| 5    | Corsa Motorsports       | Ginetta-Zytek GZ09HS | Zytek ZJ458 4.5 L Hybrid V8 |    |    |    | 10 | 13 | 10 | 10 |    |    | 15 | 58    |

### Classement LMP2
| Pos. | Écurie                  | Châssis       | Moteur                     | 1  | 2  | 3  | 4  | 5  | 6  | 7  | 8  | 9  | 10 | Total |
| ---- | ----------------------- | ------------- | -------------------------- | -- | -- | -- | -- | -- | -- | -- | -- | -- | -- | ----- |
| 1    | Lowe's Fernández Racing | Acura ARX-01b | Acura AL7R 3.4 L V8        | 30 | 20 | 20 | 20 | 16 | 20 | 20 | 20 | 26 | 25 | 217   |
| 2    | Dyson Racing Team       | Lola B08/86   | Mazda MZR-R 2.0 L Turbo I4 | 0  | 16 | 16 | 16 | 20 | 13 | 16 | 16 | 30 | 0  | 143   |

### Classement GT2
| Pos. | Écurie                     | Châssis                     | Moteur                   | 1  | 2  | 3  | 4  | 5  | 6  | 7  | 8  | 9  | 10 | Total |
| ---- | -------------------------- | --------------------------- | ------------------------ | -- | -- | -- | -- | -- | -- | -- | -- | -- | -- | ----- |
| 1    | Flying Lizard Motorsports  | Porsche 911 GT3 RSR (997)   | Porsche 4.0 L Flat-6     | 20 | 20 | 20 | 20 | 20 | 20 | 10 | 8  | 18 | 25 | 181   |
| 2    | Risi Competizione          | Ferrari F430 GTC            | Ferrari 4.0 L V8         | 30 | 0  | 16 | 13 | 16 | 8  | 8  | 16 | 30 | 0  | 137   |
| 3    | BMW Rahal Letterman Racing | BMW M3 GT2 (E92)            | BMW 4.0 L V8             | 0  | 16 | 13 | 4  | 13 | 13 | 20 | 2  | 26 | 11 | 118   |
| 4    | Farnbacher-Loles Racing    | Porsche 911 GT3 RSR (997)   | Porsche 4.0 L Flat-6     | 13 | 4  | 1  | 16 | 10 | 6  | 1  | 10 | 23 | 18 | 102   |
| 5    | Panoz Team PTG             | Panoz Esperante GT-LM       | Ford 5.0 L V8            | 23 | 13 | 6  | 10 | 6  | 4  | 0  | 6  | 12 | 15 | 95    |
| 6    | Corvette Racing            | Chevrolet Corvette C6.R GT2 | Chevrolet LS7.R 6.0 L V8 |    |    |    |    |    | 16 | 13 | 20 | 20 | 21 | 90    |
| 7    | Robertson Racing           | Ford GT-R Mk. VII           | Ford 5.0 L V8            | 14 | 6  | 2  | 1  | 2  | 1  | 4  | 1  | 11 | 0  | 42    |
| 8    | Primetime Race Group       | Dodge Viper Comp. Coupe     | Dodge 8.3 L V10          | 0  | 0  | 4  | 2  | 3  |    | 2  | 3  | 0  |    | 14    |
| 9    | Team Falken Tire           | Porsche 911 GT3 RSR (997)   | Porsche 4.0 L Flat-6     |    |    | 0  |    |    |    |    |    | 0  | 8  | 8     |

### Classement Challenge ALMS
| Pos. | Écurie           | 1 | 2 | 3 | 4  | 5  | 6  | 7  | 8 | 9 | 10 | Total |
| ---- | ---------------- | - | - | - | -- | -- | -- | -- | - | - | -- | ----- |
| 1    | Snow Racing      |   |   |   | 20 | 10 | 20 | 20 |   |   | 0  | 70    |
| 2    | Gruppe Orange    |   |   |   | 0  | 20 | 13 | 16 |   |   | 21 | 70    |
| 3    | Orbit Racing     |   |   |   | 0  | 16 | 16 | 10 |   |   | 25 | 67    |
| 4    | P7 Racing        |   |   |   |    |    |    |    |   |   | 18 | 18    |
| 5    | GMG Racing       |   |   |   |    |    |    | 0  |   |   | 13 | 13    |
| 6    | Velox Motorsport |   |   |   |    |    | 10 |    |   |   | 0  | 10    |

## Classement pilotes
Pour les courses de moins de 3 heures, les points sont accordés selon le barème suivant :
- 20-16-13-10-8-6-4-3-2-1

Pour les courses d'une durée de 4 à 8 heures, les points sont accordés selon le barème suivant :
- 25-21-18-15-13-11-9-8-7-6

Pour les courses de plus de 8 heures, les points sont accordés selon le barème suivant :
- 30-26-23-20-18-16-14-13-12-11

Les équipages qui ont parcouru moins de 70 % de la distance du vainqueur ne marquent pas de points, exception faite du Challenge ALMS où les voitures doivent parcourir au moins 50 % de la distance.
Pour inscrire des points, un pilote doit avoir conduit pendant au moins 45 minutes (30 minutes pour l'épreuve de Long Beach).

### Classement LMP1
| Pos. | Pilote             | Écurie                   | 1  | 2  | 3  | 4  | 5  | 6  | 7  | 8  | 9  | 10 | Total |
| ---- | ------------------ | ------------------------ | -- | -- | -- | -- | -- | -- | -- | -- | -- | -- | ----- |
| 1=   | David Brabham      | Patrón Highcroft Racing  | 18 | 20 | 16 | 16 | 16 | 16 | 20 | 20 | 16 | 21 | 179   |
| 1=   | Scott Sharp        | Patrón Highcroft Racing  | 18 | 20 | 16 | 16 | 16 | 16 | 20 | 20 | 16 | 21 | 179   |
| 3=   | Gil de Ferran      | de Ferran Motorsports    | 0  | 13 | 20 | 20 | 20 | 20 | 16 | 16 | 12 | 25 | 162   |
| 3=   | Simon Pagenaud     | de Ferran Motorsports    | 0  | 13 | 20 | 20 | 20 | 20 | 16 | 16 | 12 | 25 | 162   |
| 5=   | Jon Field          | Intersport Racing        | 0  | 16 | 13 | 13 | 8  | 13 | 13 | 13 | 14 | 13 | 116   |
| 5=   | Clint Field        | Intersport Racing        | 0  | 16 | 13 | 13 | 8  | 13 | 13 | 13 | 14 | 13 | 116   |
| 7=   | Johnny Mowlem      | Corsa Motorsports        |    |    |    | 10 | 13 | 10 | 10 |    |    | 15 | 58    |
| 7=   | Stefan Johansson   | Corsa Motorsports        |    |    |    | 10 | 13 | 10 | 10 |    |    | 15 | 58    |
| 9=   | Franck Montagny    | Team Peugeot Total       | 26 |    |    |    |    |    |    |    | 30 |    | 56    |
| 9=   | Stéphane Sarrazin  | Team Peugeot Total       | 26 |    |    |    |    |    |    |    | 30 |    | 56    |
| 11=  | Allan McNish       | Audi Sport Team Joest    | 30 |    |    |    |    |    |    |    | 23 |    | 53    |
| 11=  | Rinaldo Capello    | Audi Sport Team Joest    | 30 |    |    |    |    |    |    |    | 23 |    | 53    |
| 13=  | Bryan Willman      | Autocon Motorsports      | 0  |    | 10 | 0  |    | 0  | 8  |    | 13 | 18 | 49    |
| 13=  | Chris McMurry      | Autocon Motorsports      | 0  |    |    |    | 10 |    | 8  | 0  | 13 | 18 | 49    |
| 15=  | Nicolas Minassian  | Team Peugeot Total       | 20 |    |    |    |    |    |    |    | 26 |    | 46    |
| 15=  | Pedro Lamy         | Team Peugeot Total       | 20 |    |    |    |    |    |    |    | 26 |    | 46    |
| 17=  | Lucas Luhr         | Audi Sport North America | 23 |    |    |    |    |    |    |    | 20 |    | 43    |
| 17=  | Marco Werner       | Audi Sport North America | 23 |    |    |    |    |    |    |    | 20 |    | 43    |
| 19   | Chapman Ducote     | Intersport Racing        | 0  | 16 | 13 | 13 |    |    |    |    |    |    | 42    |
| 20   | Tony Burgess       | Autocon Motorsports      | 0  |    |    |    | 10 |    |    | 0  | 13 | 18 | 41    |
| 21   | Dario Franchitti   | Patrón Highcroft Racing  | 18 |    |    |    |    |    |    |    | 16 |    | 34    |
| 22   | Tom Kristensen     | Audi Sport Team Joest    | 30 |    |    |    |    |    |    |    |    |    | 30    |
| 23   | Sébastien Bourdais | Team Peugeot Total       | 26 |    |    |    |    |    |    |    |    |    | 26    |
| 24   | Mike Rockenfeller  | Audi Sport North America | 23 |    |    |    |    |    |    |    |    |    | 23    |
| 25   | Christian Klien    | Team Peugeot Total       | 20 |    |    |    |    |    |    |    |    |    | 20    |
| 26=  | Nicolas Lapierre   | Team Oreca Matmut AIM    |    |    |    |    |    |    |    |    | 18 |    | 18    |
| 26=  | Romain Dumas       | Team Oreca Matmut AIM    |    |    |    |    |    |    |    |    | 18 |    | 18    |
| 28   | Scott Dixon        | de Ferran Motorsports    | 0  |    |    |    |    |    |    |    | 12 |    | 12    |
| 29   | Michael Lewis      | Autocon Motorsports      |    |    | 10 | 0  |    |    |    |    |    |    | 10    |

### Classement LMP2
| Pos. | Pilote               | Écurie                  | 1  | 2  | 3  | 4  | 5  | 6  | 7  | 8  | 9  | 10 | Total |
| ---- | -------------------- | ----------------------- | -- | -- | -- | -- | -- | -- | -- | -- | -- | -- | ----- |
| 1=   | Adrián Fernández     | Lowe's Fernández Racing | 30 | 20 | 20 | 20 | 16 | 20 | 20 | 20 | 26 | 25 | 217   |
| 1=   | Luis Díaz            | Lowe's Fernández Racing | 30 | 20 | 20 | 20 | 16 | 20 | 20 | 20 | 26 | 25 | 217   |
| 3=   | Butch Leitzinger     | Dyson Racing Team       | 0  | 13 | 13 | 16 | 20 | 13 | 16 | 16 | 30 | 0  | 137   |
| 3=   | Marino Franchitti    | Dyson Racing Team       | 0  | 13 | 13 | 16 | 20 | 13 | 16 | 16 | 30 | 0  | 137   |
| 5    | Klaus Graf           | Team Cytosport          |    |    |    |    |    | 16 | 13 |    | 23 | 21 | 73    |
| 6=   | Chris Dyson          | Dyson Racing Team       | 0  | 16 | 16 | 13 | 0  | 0  | 10 | 0  |    |    | 55    |
| 6=   | Guy Smith            | Dyson Racing Team       | 0  | 16 | 16 | 13 | 0  | 0  | 10 | 0  |    |    | 55    |
| 8    | Greg Pickett         | Team Cytosport          |    |    |    |    |    | 16 | 13 |    | 0  | 21 | 50    |
| 9    | Ben Devlin           | Dyson Racing Team       | 0  |    |    |    |    |    |    |    | 30 | 0  | 30    |
| 10   | Sascha Maassen       | Team Cytosport          |    |    |    |    |    |    |    |    | 23 |    | 23    |
| 11=  | Gunnar van der Steur | van der Steur Racing    |    |    |    |    | 13 | 0  |    | 0  | 0  |    | 13    |
| 11=  | Adam Pecorari        | van der Steur Racing    |    |    |    |    | 13 | 0  |    | 0  | 0  |    | 13    |

### Classement GT2
| Pos. | Pilote                | Écurie                      | 1  | 2  | 3  | 4  | 5  | 6  | 7  | 8  | 9  | 10 | Total |
| ---- | --------------------- | --------------------------- | -- | -- | -- | -- | -- | -- | -- | -- | -- | -- | ----- |
| 1=   | Patrick Long          | Flying Lizard Motorsports   | 20 | 20 | 20 | 20 | 20 | 20 | 10 | 8  | 18 | 25 | 181   |
| 1=   | Jörg Bergmeister      | Flying Lizard Motorsports   | 20 | 20 | 20 | 20 | 20 | 20 | 10 | 8  | 18 | 25 | 181   |
| 3=   | Jaime Melo            | Risi Competizione           | 30 | 0  | 16 | 13 | 16 | 8  | 8  | 16 | 30 | 0  | 137   |
| 3=   | Pierre Kaffer         | Risi Competizione           | 30 | 0  | 16 | 13 | 16 | 8  | 8  | 16 | 30 | 0  | 137   |
| 5    | Wolf Henzler          | Farnbacher-Loles Racing     | 13 | 4  | 1  | 16 | 10 | 6  | 1  | 10 | 23 | 18 | 102   |
| 6=   | Tom Milner Jr.        | BMW Rahal Letterman Racing  | 0  | 16 | 13 | 4  | 1  | 13 | 16 | 0  | 26 | 11 | 100   |
| 6=   | Dirk Müller           | BMW Rahal Letterman Racing  | 0  | 16 | 13 | 4  | 1  | 13 | 16 | 0  | 26 | 11 | 100   |
| 8=   | Dominik Farnbacher    | Panoz Team PTG              | 23 | 13 | 6  | 10 | 6  | 4  | 0  | 6  | 12 | 15 | 95    |
| 8=   | Ian James             | Panoz Team PTG              | 23 | 13 | 6  | 10 | 6  | 4  | 0  | 6  | 12 | 15 | 95    |
| 10=  | Johnny O'Connell      | Corvette Racing             |    |    |    |    |    | 16 | 13 | 20 | 16 | 21 | 86    |
| 10=  | Jan Magnussen         | Corvette Racing             |    |    |    |    |    | 16 | 13 | 20 | 16 | 21 | 86    |
| 12   | Seth Neiman           | Flying Lizard Motorsports   | 18 | 8  | 8  | 6  | 4  | 2  | 3  |    | 14 | 13 | 76    |
| 13   | Mika Salo             | Risi Competizione           | 30 |    |    |    |    |    |    |    | 30 |    | 60    |
| 14   | Johannes van Overbeek | Flying Lizard Motorsports   | 18 |    |    | 6  | 4  |    |    | 4  | 14 | 13 | 59    |
| 15   | Darren Law            | Flying Lizard Motorsports   | 18 | 8  | 8  |    |    | 2  | 3  | 4  | 14 |    | 57    |
| 16=  | Oliver Gavin          | Corvette Racing             |    |    |    |    |    | 10 | 6  | 13 | 20 | 6  | 55    |
| 16=  | Olivier Beretta       | Corvette Racing             |    |    |    |    |    | 10 | 6  | 13 | 20 | 6  | 55    |
| 18   | Marc Lieb             | Flying Lizard Motorsports   | 20 |    |    |    |    |    |    |    | 18 |    | 54    |
| 18   | Marc Lieb             | Farnbacher-Loles Racing     |    |    |    | 16 |    |    |    |    |    |    | 54    |
| 19   | Dirk Werner           | Farnbacher-Loles Racing     | 13 | 4  | 1  |    |    |    |    | 10 | 23 |    | 51    |
| 20=  | Joey Hand             | BMW Rahal Letterman Racing  | 0  | 0  | 3  | 3  | 13 | 3  | 20 | 2  | 0  | 0  | 44    |
| 20=  | Bill Auberlen         | BMW Rahal Letterman Racing  | 0  | 0  | 3  | 3  | 13 | 3  | 20 | 2  | 0  | 0  | 44    |
| 22   | David Murry           | Robertson Racing            | 14 | 6  | 2  | 1  | 2  | 1  | 4  | 1  | 11 | 0  | 42    |
| 23   | Andrea Robertson      | Robertson Racing            | 14 | 6  |    | 1  | 2  | 1  | 4  | 1  | 11 | 0  | 40    |
| 24   | David Robertson       | Robertson Racing            | 14 |    | 2  | 1  | 2  | 1  | 4  | 1  | 11 | 0  | 36    |
| 25   | Johannes Stuck        | T-Mobile VICI Racing        | 0  |    | 10 | 8  | 8  |    |    |    |    | 9  | 35    |
| 26   | Richard Westbrook     | T-Mobile VICI Racing        |    |    | 10 |    | 8  |    |    |    |    | 9  | 27    |
| 27=  | Gianmaria Bruni       | Advanced Engineering PeCom  | 26 |    |    |    |    |    |    |    |    |    | 26    |
| 27=  | Matías Russo          | Advanced Engineering PeCom  | 26 |    |    |    |    |    |    |    |    |    | 26    |
| 27=  | Luís Pérez Companc    | Advanced Engineering PeCom  | 26 |    |    |    |    |    |    |    |    |    | 26    |
| 27=  | Jörg Müller           | BMW Rahal Letterman Racing  |    |    |    |    |    |    |    |    | 26 |    | 26    |
| 31=  | Marcel Fässler        | Corvette Racing             |    |    |    |    |    |    |    |    | 20 |    | 20    |
| 31=  | Tom Sutherland        | LG Motorsports              |    |    |    |    |    |    |    |    | 13 | 7  | 20    |
| 31=  | Tomy Drissi           | LG Motorsports              |    |    |    |    |    |    |    |    | 13 | 7  | 20    |
| 34   | Pierre Ehret          | Farnbacher-Loles Motorsport |    |    |    |    |    |    |    |    |    | 18 | 18    |
| 35   | Lou Giglotti          | LG Motorsports              | 0  | 10 | 0  |    |    |    |    |    |    | 7  | 17    |
| 36=  | Tracy Krohn           | Risi Competizione           | 16 |    |    |    |    |    |    |    |    |    | 16    |
| 36=  | Eric van de Poele     | Risi Competizione           | 16 |    |    |    |    |    |    |    |    |    | 16    |
| 36=  | Niclas Jönsson        | Risi Competizione           | 16 |    |    |    |    |    |    |    |    |    | 16    |
| 36=  | Antonio García        | Corvette Racing             |    |    |    |    |    |    |    |    | 16 |    | 16    |
| 40=  | Joel Feinberg         | Primetime Race Group        | 0  | 0  | 4  | 2  | 3  |    | 2  | 3  | 0  |    | 14    |
| 40=  | Chris Hall            | Primetime Race Group        | 0  | 0  | 4  | 2  | 3  |    | 2  | 3  | 0  |    | 14    |
| 42=  | Richard Lietz         | Farnbacher-Loles Racing     | 13 |    |    |    |    |    |    |    |    |    | 13    |
| 42=  | Matt Bell             | LG Motorsports              |    |    |    |    |    |    |    |    | 13 |    | 13    |
| 44   | Bryce Miller          | Farnbacher-Loles Racing     |    |    |    |    | 10 |    | 1  |    |    |    | 11    |
| 45   | Eric Curran           | LG Motorsports              | 0  | 10 |    |    |    |    |    |    |    |    | 10    |
| 46=  | Nicky Pastorelli      | T-Mobile VICI Racing        |    |    |    | 8  |    |    |    |    |    |    | 8     |
| 46=  | Bryan Sellers         | Team Falken Tire            |    |    | 0  |    |    |    |    |    | 0  | 8  | 8     |
| 46=  | Dominic Cicero        | Team Falken Tire            |    |    | 0  |    |    |    |    |    | 0  | 8  | 8     |
| 49   | Martin Ragginger (de) | Farnbacher-Loles Motorsport |    |    |    |    |    | 6  |    |    |    |    | 6     |

### Classement Challenge ALMS
| Pos. | Pilote           | N°  | Écurie           | 1  | 2  | 3  | 4  | 5  | 6  | 7  | 8 | 9 | 10 | Total |
| ---- | ---------------- | --- | ---------------- | -- | -- | -- | -- | -- | -- | -- | - | - | -- | ----- |
| 1    | Martin Snow      | #57 | Snow Racing      |    |    |    | 20 | 10 | 20 | 20 |   |   | 0  | 70    |
| 1    | Melanie Snow     | #57 | Snow Racing      | 20 | 10 | 20 | 20 | 0  |    |    |   |   |    | 70    |
| 2    | Nick Parker      | #02 | Gruppe Orange    |    |    |    | 0  | 13 | 8  | 16 |   |   | 21 | 58    |
| 2    | Donald Pickering | #02 | Gruppe Orange    |    | 13 | 8  | 16 | 21 |    |    |   |   |    | 58    |
| 2    | Carl Skerlong    | #02 | Gruppe Orange    | 0  |    |    |    |    |    |    |   |   |    | 58    |
| 3    | Guy Cosmo        | #47 | Orbit Racing     |    |    |    | 0  | 0  | 16 | 10 |   |   | 25 | 51    |
| 3    | John Baker       | #47 | Orbit Racing     | 0  | 0  | 16 | 10 | 25 |    |    |   |   |    | 51    |
| 4    | Wesley Hoaglund  | #36 | Gruppe Orange    |    |    |    | 0  | 20 | 13 | 13 |   |   | 0  | 46    |
| 4    | Bob Faieta       | #36 | Gruppe Orange    | 0  | 20 | 13 | 13 | 0  |    |    |   |   |    | 46    |
| 5    | Ed Brown         | #08 | Orbit Racing     |    |    |    | 0  | 16 | 0  | 8  |   |   | 15 | 39    |
| 5    | Bill Sweedler    | #08 | Orbit Racing     | 0  | 16 | 0  | 8  | 15 |    |    |   |   |    | 39    |
| 6    | Robert Rodriguez | #69 | P7 Racing        |    |    |    |    |    |    |    |   |   | 18 | 18    |
| 6    | Galen Bieker     | #69 | P7 Racing        |    |    |    |    | 18 |    |    |   |   |    | 18    |
| 7    | Bret Curtis      | #05 | GMG Racing       |    |    |    |    |    |    | 0  |   |   | 13 | 13    |
| 7    | James Sofronas   | #05 | GMG Racing       |    |    |    | 0  | 13 |    |    |   |   |    | 13    |
| 8    | Shane Lewis      | #88 | Velox Motorsport |    |    |    |    |    | 10 |    |   |   | 0  | 10    |
| 8    | Gerry Ventos     | #88 | Velox Motorsport |    |    | 10 |    |    |    |    |   |   |    | 10    |
| 8    | Mitchell Pagerey | #88 | Velox Motorsport |    |    |    |    | 0  |    |    |   |   |    | 10    |